# Hannibal zwycięzca po raz pierwszy spoglądający z Alp w kierunku Italii
Hannibal zwycięzca po raz pierwszy spoglądający z Alp w kierunku Italii lub Hannibal zwycięzca przekraczający Alpy, lub Zwycięski Hannibal z wysokości Alp spogląda na równiny Włoch (hiszp. Aníbal vencedor que por primera vez mira Italia desde los Alpes) – obraz olejny hiszpańskiego malarza Francisca Goi, pochodzący z wczesnych lat jego twórczości. Jest to najstarsze udokumentowane dzieło malarza.
Obraz powstał podczas pobytu Goi we Włoszech w latach 1770–1771, z przeznaczeniem na konkurs ogłoszony przez Akademię Sztuk Pięknych w Parmie. Podejmuje temat historyczny związany z postacią Hannibala – dowódcy wojsk antycznej Kartaginy, który w III w. p.n.e. wraz ze swoją armią przekroczył Alpy z zamiarem podboju Italii. Artysta dokładnie przestrzegał podanych przez akademię zasad przedstawiania tematu, wykonał liczne rysunki przygotowawcze i co najmniej dwa szkice olejne. Obraz znajdujący się w kolekcji Fundacji Selgas-Fagalde był błędnie przypisany Corrado Giaquinto, atrybucję Goi potwierdzono dopiero w 1993. Od kwietnia 2021 roku dzieło należy do zbiorów Prado. Kopia znajduje się w prywatnej kolekcji w Barcelonie. Pomimo dostępności wielu szkiców oraz wykonanych badań radiograficznych nie wszyscy krytycy sztuki są zgodni co do autentyczności tego obrazu.

## Okoliczności powstania
W latach 1770–1771 Goya przebywał we Włoszech, gdzie doskonalił swoje umiejętności malarskie. Był wtedy młodym i jeszcze nieznanym artystą szukającym potwierdzenia swojego talentu i drogi do sławy. Przed wyjazdem do Włoch próbował dostać się do Królewskiej Akademii Sztuk Pięknych św. Ferdynanda w Madrycie, jednak poniósł porażkę w dwóch kolejno powołanych przez akademię konkursach. Prawdopodobnie dzięki wstawiennictwu José Nicolasa de Azary Goya został dopuszczony do prestiżowego konkursu młodych artystów ogłoszonego przez Akademię Sztuk Pięknych w Parmie w maju 1770 roku. Możliwe także, że dowiedział się o konkursie od poznanego w Rzymie sycylijskiego malarza Gesualda di Giacomo, który również brał w nim udział. Goya prawdopodobnie liczył na to, że wyróżnienie przyznane przez włoską uczelnię (zwłaszcza parmeńską, która cieszyła się opieką Filipa Burbona, brata hiszpańskiego króla Karola III) pomogłoby mu w karierze po powrocie do ojczyzny, a być może nawet otworzyło drogę do pracy na królewskim dworze.

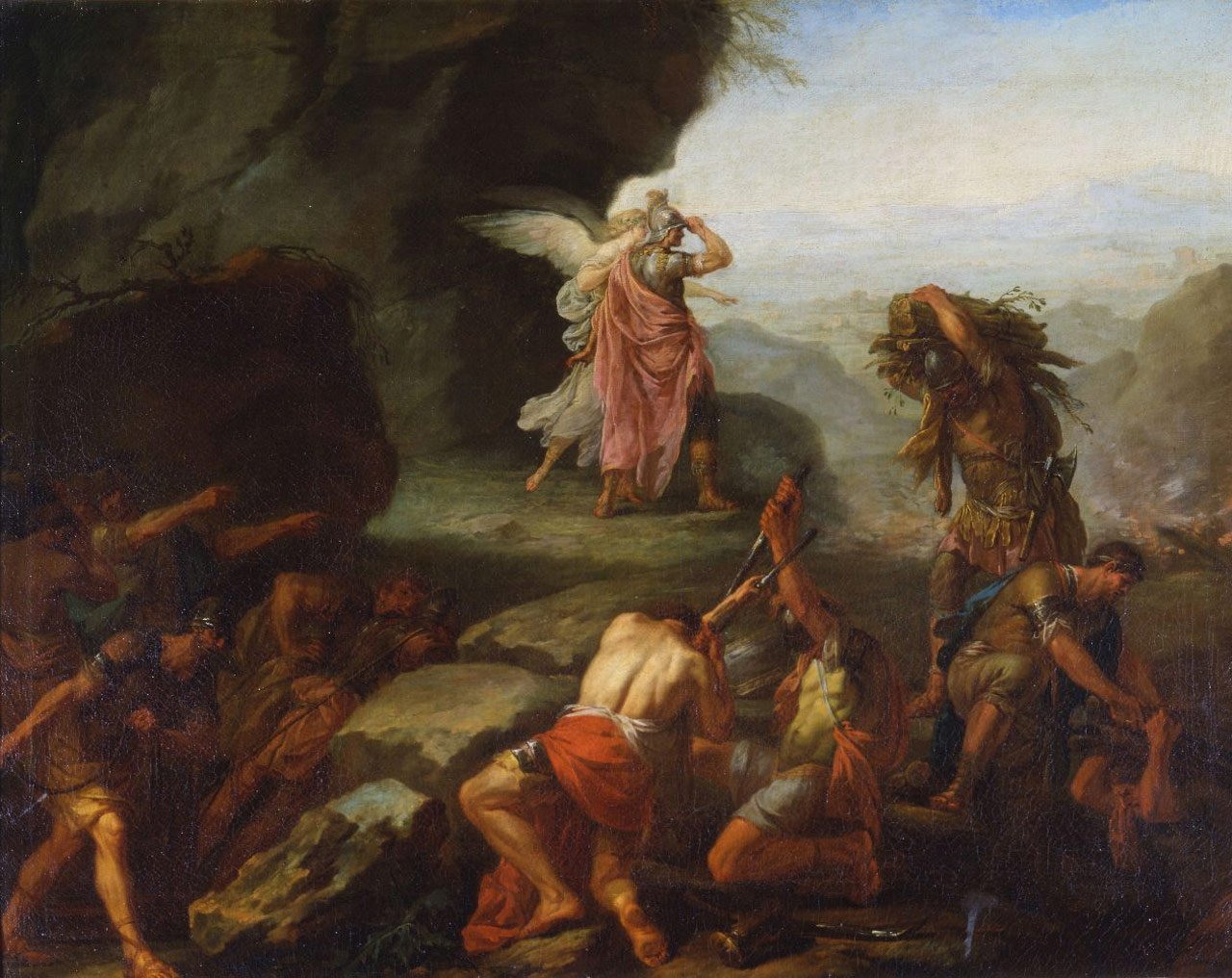
Obraz Paola Borroniego o tym samym temacie, który zwyciężył w konkursie Akademii Sztuk Pięknych w Parmie.

Obraz zgłaszany do konkursu miał także być opatrzony stosownym mottem, a autor miał w liście podać swój kraj pochodzenia i nazwisko mistrza, u którego się kształcił. Goya przebywając w Rzymie, 20 kwietnia 1771 napisał list do nowego sekretarza akademii hrabiego Rezzonico, informując go o wysłaniu obrazu na konkurs. W liście ubarwił swoje pochodzenie i przedstawił się jako Rzymianin Francesco Goia, uczeń nadwornego malarza Francesca Vayeu (Francisca Bayeu). Swoje zgłoszenie opatrzył mottem zaczerpniętym z Eneidy: „Iam tandem Italiae fugientis prendimus oras” (Na Italii brzeg wreszcie, co wciąż nam ucieka, Weszlim, [...]). Uznano to za trafny wybór cytatu dla malarza, którego podróż do Włoch również wymagała wielu trudów i poświęceń, a także odniesienie do Hannibala, który przybywa do Włoch gotów je podbić, tak jak Goya chciał je podbić swoim malarstwem. Cytat z Wergiliusza i bezbłędnie napisany list w języku włoskim sugerują, że korzystał z pomocy José Nicolasa de Azary. Wstawiennictwa mógł także udzielić mu markiz de Llano, ambasador króla Karola III w Parmie.
Obowiązkowym tematem konkursu była scena historyczna przedstawiająca Hannibala spoglądającego na Italię, którą miał wkrótce zaatakować. W konkursie wzięły udział cztery obrazy (oprócz Goi startowali Pierre du Hallas, Gesualdo di Giacomo i Paolo Borroni), które eksponowano w salonie akademii w ciągu czerwca 1771. Obraz Goi otrzymał 6 pozytywnych głosów komisji, ale nie wygrał konkursu. Otrzymał wyróżnienie, w którym został pochwalony za łatwość w posługiwaniu się pędzlem, oblicze i postawę Hannibala oraz majestat, z jakim przedstawił antycznego wodza. Komisja nie była zadowolona z kolorytu i kompozycji, zaznaczając, że gdyby barwy lepiej odpowiadały rzeczywistym, a kompozycja była zbliżona do wymagań, Goya miał szansę na zwycięstwo. Pierwszą nagrodę w postaci złotego medalu otrzymał Włoch Paolo Borroni, który studiował w akademii pod kierunkiem Benigna Bossiego (członka jury) i w poprzednim roku uzyskał drugą nagrodę. Według Artura Ansóna Navarry nagroda została niesłusznie przyznana lokalnemu malarzowi. Obraz Goi przewyższa zwycięską pracę jakością i lepiej spełnia warunki konkursu. Nazwisko Goi wymieniono w Diario Ordinario de Roma z 3 sierpnia 1771 i w prestiżowym czasopiśmie literackim Le Mercure de France ze stycznia 1772 (gdzie błędnie podano, że zdobył drugą nagrodę).

## Opis obrazu
W parmeńskim konkursie oprócz tematu Hannibala zwycięzcy po raz pierwszy spoglądającego z Alp w kierunku Italii narzucono również pewne elementy kompozycyjne: Hannibal miał być przedstawiony w taki sposób, że podnosząc przyłbicę hełmu i zwracając się do skrzydlatego geniusza, który bierze go za rękę, widzi z daleka piękny krajobraz odległej Italii, a w jego oczach i całym obliczu objawia się wewnętrzna radość i szlachetna ufność w dalsze zwycięstwa. Takie przedstawienie afrykańskiego wodza można znaleźć w sonecie Annibale vincitore włoskiego poety Carla Innocenza Frugoniego, który do 1768 roku był sekretarzem akademii. Temat konkursu był pomyślany jako hołd dla zmarłego poety. Także wymiary obrazu: 88,3 × 133 cm odpowiadają dokładnie wymaganiom z konkursu.
Goya miał ograniczony dostęp do źródeł opisujących postać Hannibala, możliwe, że korzystał z zasobów biblioteki José Nicolasa de Azary. Zastosował się do wymagań akademii i przedstawił sylwetkę wodza w sposób poetycki, nadając jego osobie i działaniom szlachetność. Hannibal stoi wyprostowany na skalistej wyżynie i, unosząc lekko hełm, pewnie spogląda przed siebie. Właśnie pokonał długą i ciężką drogę z Hiszpanii poprzez Pireneje, gdzie z powodu niskich temperatur i trudnego terenu stracił część swojego wojska. Teraz przekroczył łańcuch Alp i po raz pierwszy spogląda na Italię – jego twarz wyraża podziw i zdumienie. Wydaje się, że właśnie zdał sobie sprawę ze swojego dokonania i nic nie może go powstrzymać przed podbojem Rzymu. Prawa dłoń jest zaciśnięta w geście, który wskazuje na wolę zwycięstwa. Hełm Hannibala jest ozdobiony motywem drac alat – skrzydlatego smoka, heraldycznego emblematu królów Aragonii, który Goya znał z herbu Saragossy. Skrzydlata postać geniusza w teatralnym geście otacza wodza ramieniem i wskazuje mu niewidoczny na obrazie włoski krajobraz. Jeździec w hełmie ozdobionym piórami trzyma olbrzymią, poruszaną wiatrem flagę i nachyla się w jego kierunku. Za nogami konia widać tarczę – atrybut zwycięskiego wodza. Część kawalerii Hannibala powoli zmierza w kierunku doliny, po lewej stronie można dostrzec zarys bitwy.
Goya wprowadził również dwie postaci alegoryczne, które odzwierciedlają geografię przedstawionej sceny i podkreślają rezultat bitew, którymi dowodził Hannibal. Na pochmurnym niebie w swoim powozie zbliża się Wiktoria – bogini zwycięstwa i chwały, identyfikowana także jako kierująca ludzkimi losami Fortuna, której towarzyszy putto niosący snop zboża. W ręce trzyma laurowy wieniec, którym zamierza udekorować zwycięskiego wodza. Jedną rękę opiera na kole, co może oznaczać zmienność fortuny i tragiczny koniec Hannibala. Ten element został zaczerpnięty z twórczości Corrado Giaquinto. Na pierwszym planie odwrócona plecami do widza i zamykająca kompozycję znajduje się postać będąca alegorią najdłuższej rzeki we Włoszech – Padu. Przedstawiona zgodnie z ikonografią Lombardii włoskiego pisarza Cesare Ripy postać o umięśnionej męskiej sylwetce i głowie byka wylewa wodę z przechylonej amfory, co symbolizuje dolinę rzeki.

## Szkice przygotowawcze
Praca nad obrazem trwała około roku, poprzedziło ją powstanie licznych szkiców przygotowawczych, które pozwalają na lepsze zrozumienie procesu twórczego Goi. W zbiorach Prado znajduje się włoski szkicownik malarza, tzw. Cuaderno italiano, zawierający liczne rysunki i notatki Goi z jego podróży do Włoch. Znajduje się w nim pięć rysunków uważanych za szkice do różnych motywów „Hannibala zwycięzcy...”. Oprócz ogólnego szkicu kompozycji jeszcze w pionowym formacie zawiera także szkic sylwetki Hannibala, geniusza, głowy byka oraz antycznej zbroi. Rysunek sangwiną przedstawiający konkursową kompozycję w poziomie znajduje się pod rysunkiem maszkaronu. Początkowo Goya naszkicował geniusza prowadzącego Hannibala za rękę, według opisu akademii, jednak w ostatecznym dziele to wódz jest w centrum uwagi, a geniusz stojący za nim wskazuje mu krajobraz Italii.

Szkice z Cuaderno italiano
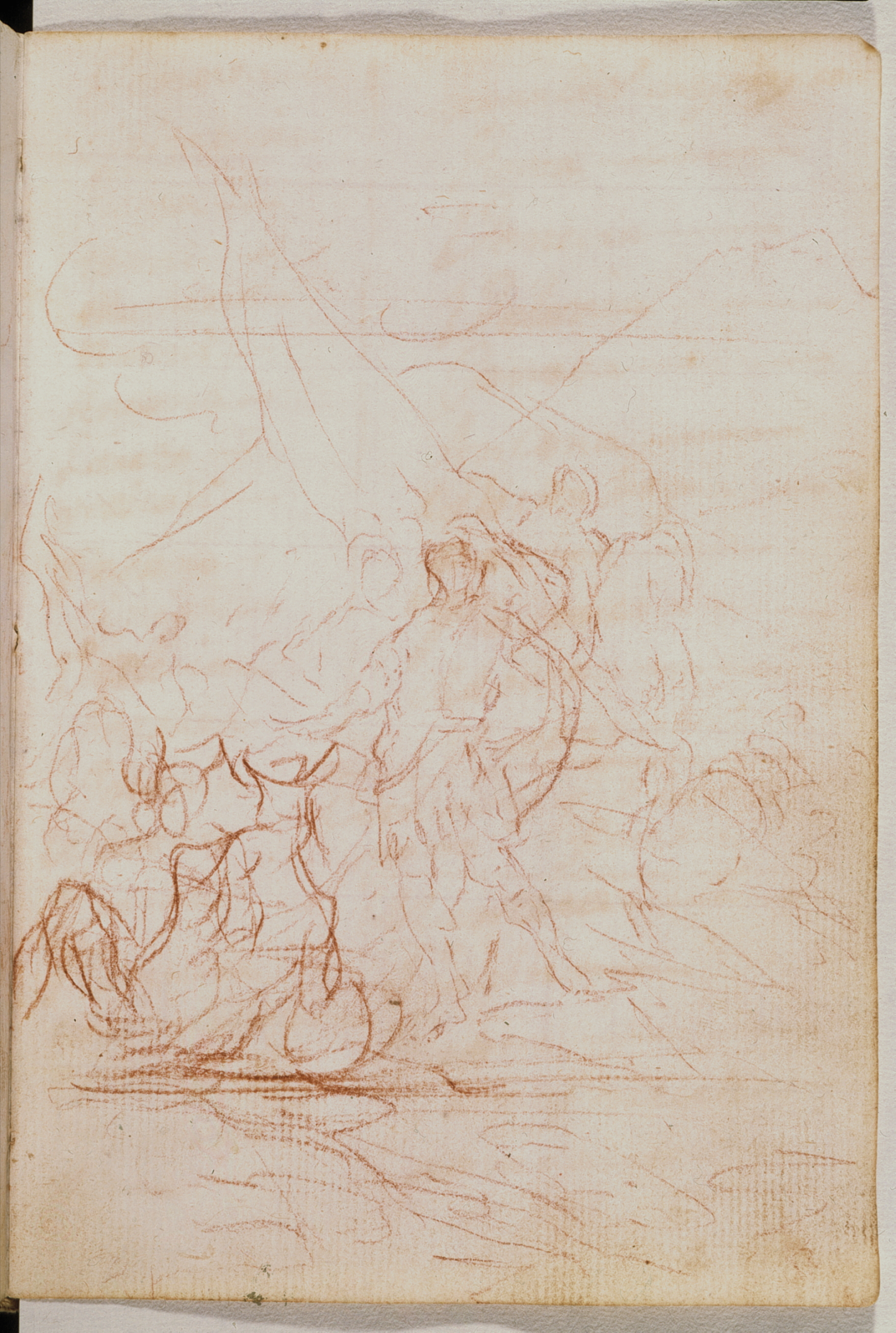
Szkic kompozycji w pionie (s. 37)
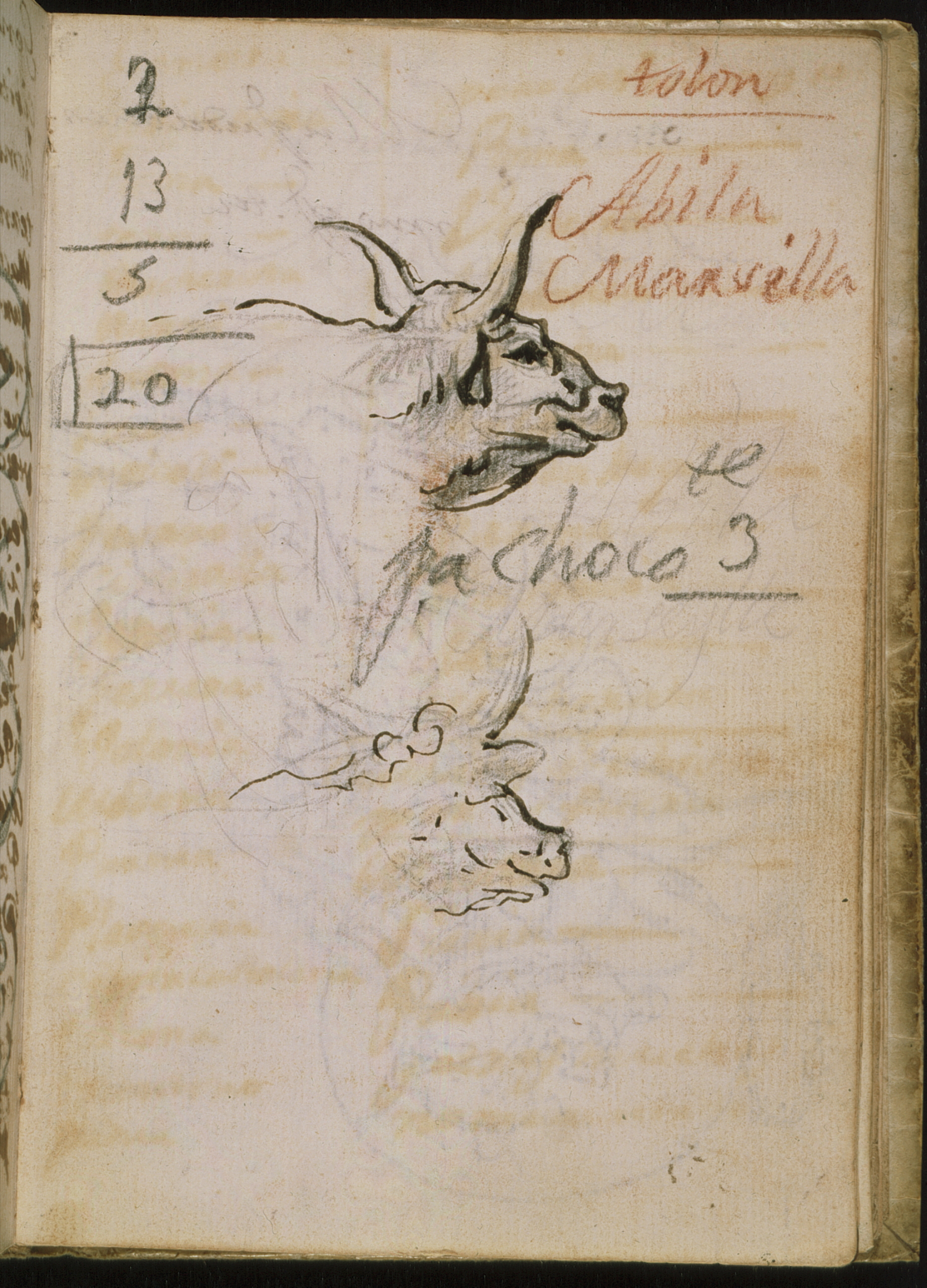
Szkic głowy personifikacji rzeki Padu
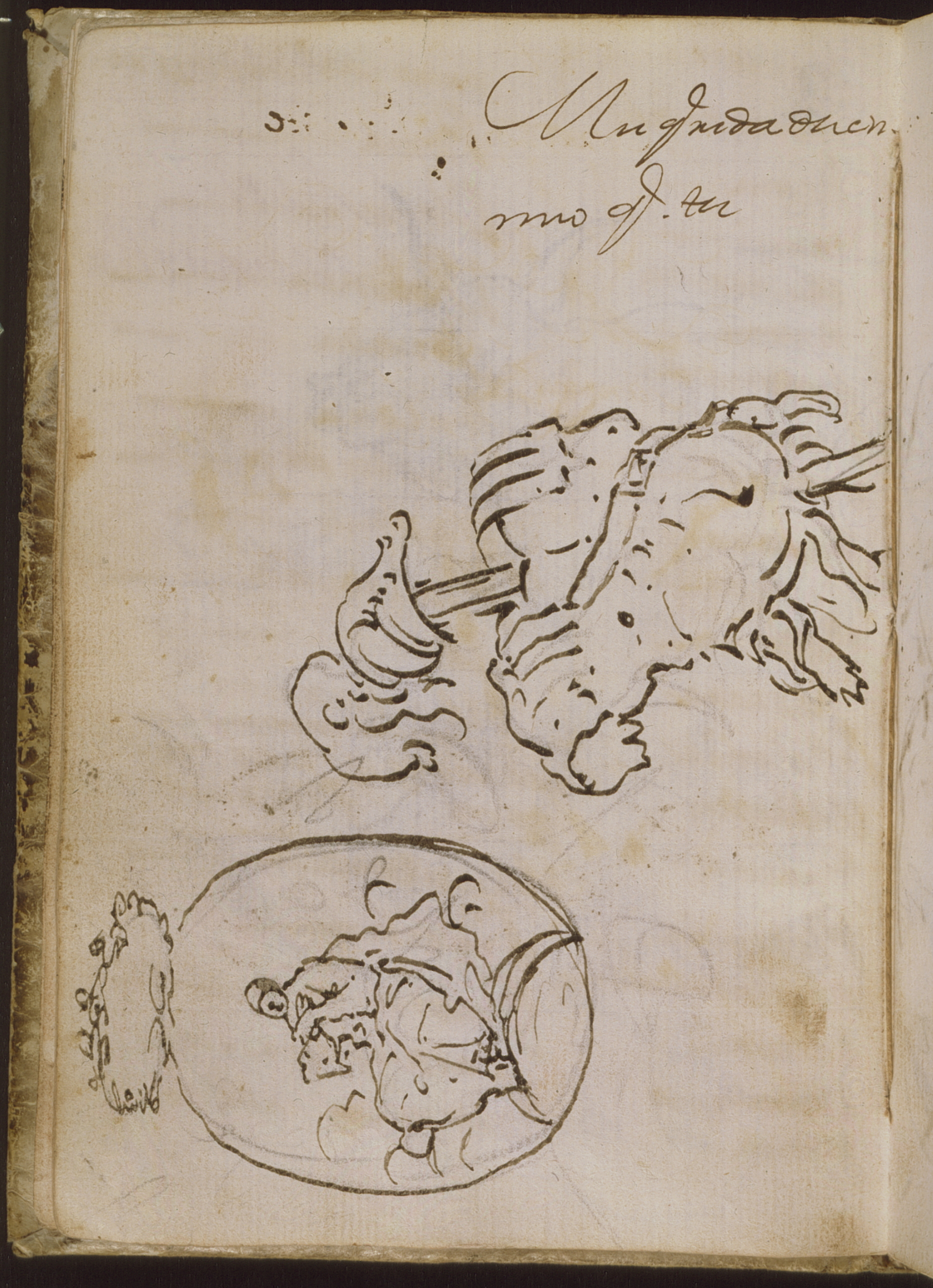
Szkic Wiktorii i zbroi (s. 42)
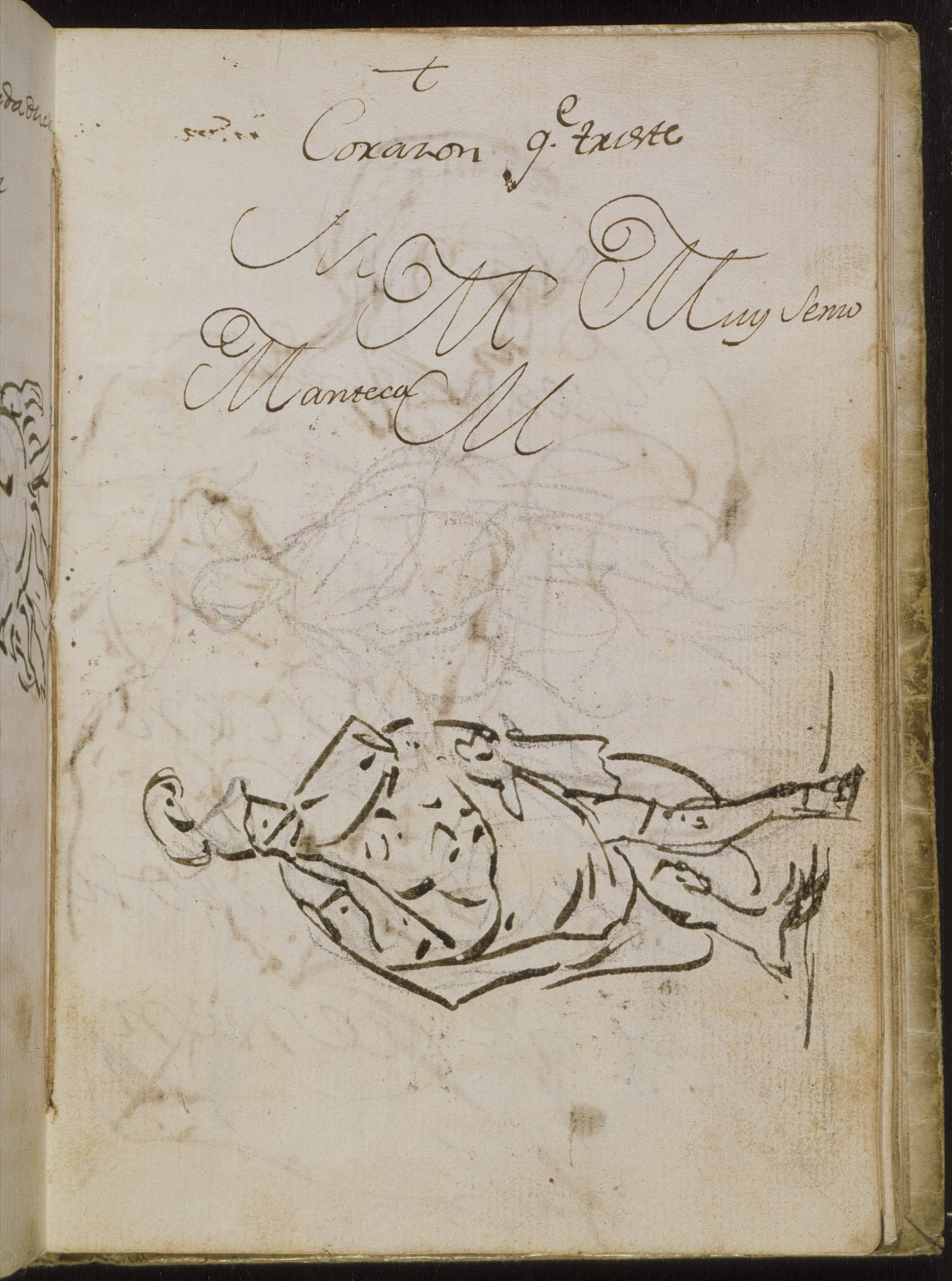
Szkic Hannibala i geniusza (s. 43)
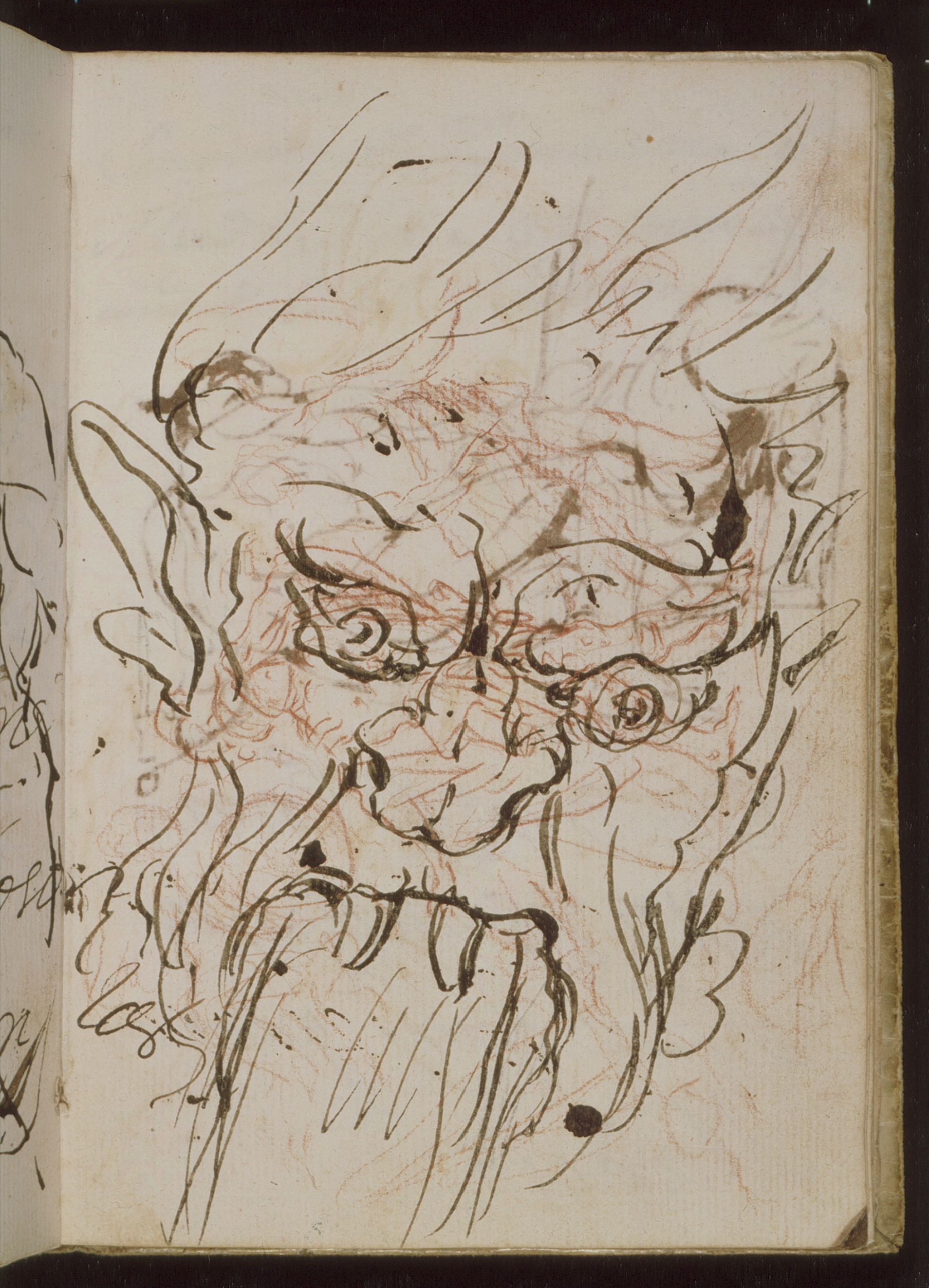
Szkic kompozycji w poziomie pod rysunkiem maszkaronu (s. 45)

Zachowały się również dwa olejne szkice przygotowawcze do dzieła, różniące się od ostatecznej wersji kilkoma detalami. Na obu szkicach postać fantastyczna podająca rękę Hannibalowi ma delikatne skrzydła motyla. Badania radiograficzne ostatecznej wersji dzieła wykazały, że Goya pierwotnie namalował takie skrzydła, jednak później zamienił je na większe skrzydła anioła. Wojenne atrybuty: tarcza i sztandary leżą na ziemi na pierwszym planie, podczas gdy w ostatecznym dziele są bardziej ukryte za nogami konia. Pierwszy szkic, podpisany „Goya” pośrodku w dolnej części, miał wśród atrybutów także ściętą głowę, która jest widoczna na radiografii obrazu. Żołnierz, który trzymając ogromny sztandar zsiada z konia, spogląda w tym samym kierunku co Hannibal, jakby chciał zobaczyć, co jego wódz podziwia w oddali. Postać alegoryczna Padu wydaje się nieświadoma rozgrywającej się przed nią sceny. W ostatecznej wersji postacie symboliczne zyskują większą rolę, zostaje także dodana Wiktoria/Fortuna, która pojawia się w sonecie. Usunięta została postać, która znajduje się obok alegorii Padu. Jest to starzec o jasnych włosach w laurowej koronie, trzymający laskę przywódcy, identyfikowany jako pokonany barbarzyńca z ludów alpejskich, który podnosi wzrok w kierunku zwycięskiego Hannibala lub personifikacja Alp. Kolorystyka pierwszego szkicu jest znacznie żywsza i cieplejsza niż ta, którą Goya zastosował w drugim oraz w końcowej pracy, gdzie staje się delikatniejsza i nabiera nierealnego charakteru.

Szkice olejne
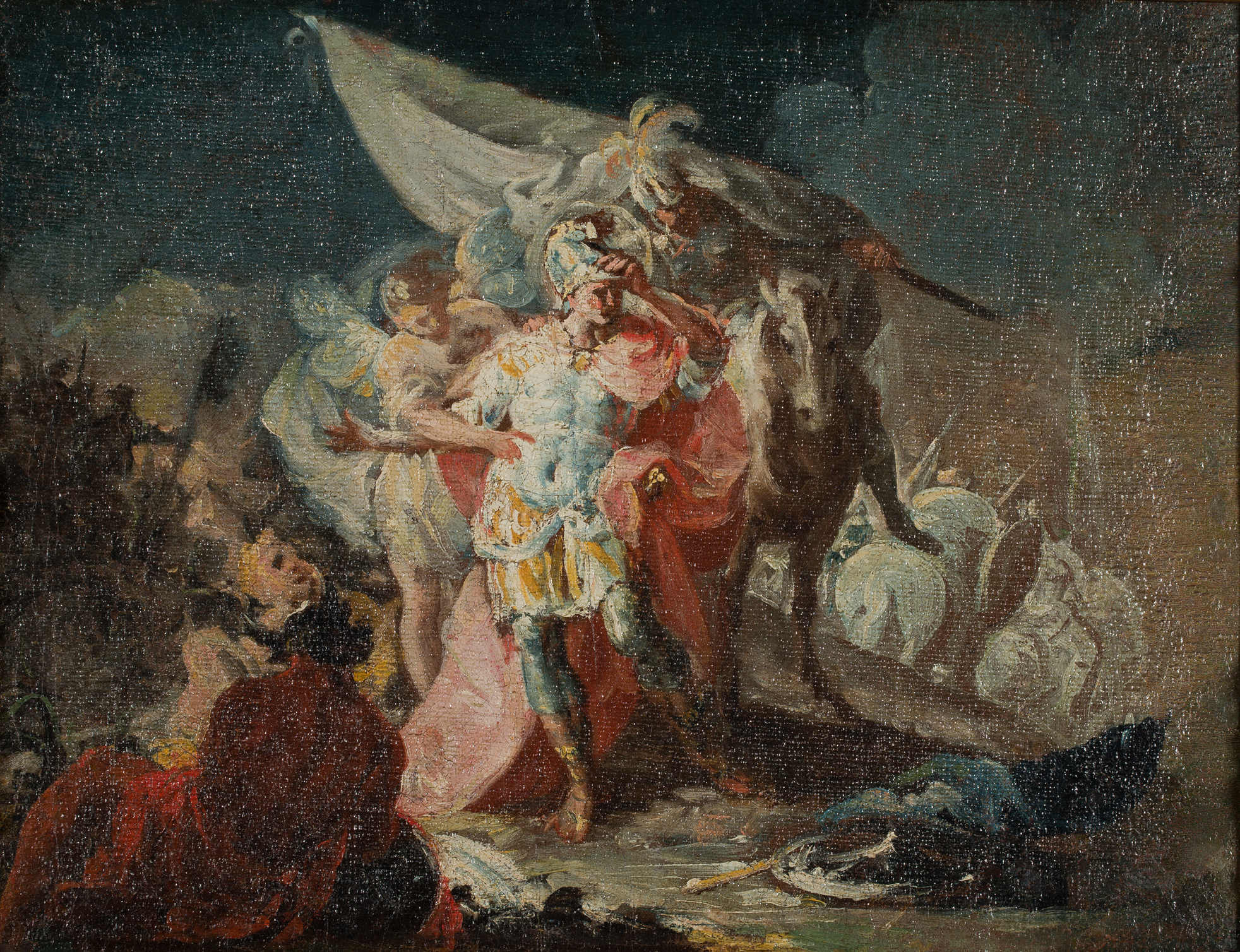
Pierwszy szkic przygotowawczy do dzieła, 30,5 × 38,5 cm, Muzeum w Saragossie
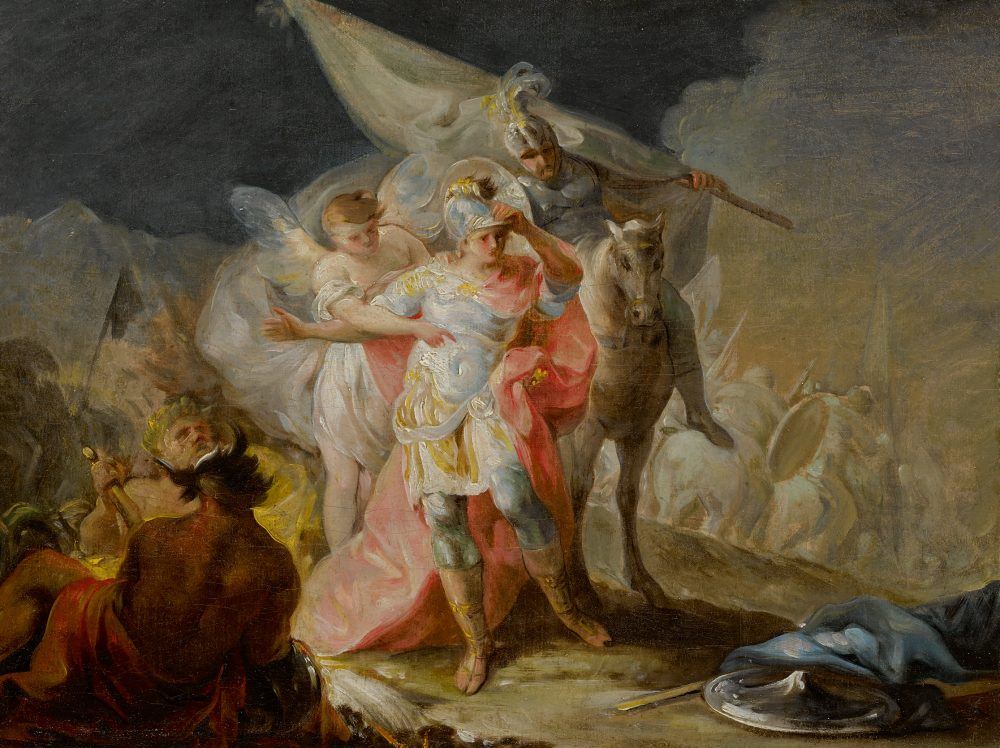
Drugi szkic przygotowawczy, kolekcja prywatna, Stany Zjednoczone

Początkowa kompozycja mogła być inspirowana płaskorzeźbą José Ariasa zatytułowaną Budowa mostu Alcántara w Toledo. Arias otrzymał za tę rzeźbę pierwszą nagrodę w 1766 roku na konkursie organizowanym przez Królewską Akademię Sztuk Pięknych św. Ferdynanda w Madrycie. Goya również wziął udział w tym konkursie (w kategorii malarskiej), dlatego jest wielce prawdopodobne, że widział płaskorzeźbę Ariasa. Możliwe, że Goya sporządził wtedy szkic rzeźby, który następnie wykorzystał malując swoje dzieło. Postać cesarza Trajana z płaskorzeźby oraz Hannibal Goi wykazują duże podobieństwo. Istnieją jednak oczywiste różnice w pozycji i przedstawieniu obu postaci. Juliet Wilson Bareau wskazuje na możliwą inspirację rzeźbą Apolla Belwederskiego, który był często stosowanym akademickim modelem z klasycznej starożytności. Postawa Hannibala, z typowym kontrapostem i starożytną stylizacją, była powszechnym sposobem przedstawiania mitycznych bohaterów i wojowników w malarstwie XVIII wieku. Alegoria Padu jest prawdopodobnie inspirowana rzeźbą Umierający Gal widzianą od tyłu, którą Goya znał z Muzeów Kapitolińskich. Używał tego modelu ponownie kilka lat później, malując kartony do tapiserii, demonstrując swoją zdolność do oddania anatomii i odniesienia do klasyczności. Grupa jeźdźców ze sztandarem została ponownie wykorzystana na obrazie Święta Barbara, powstałym krótko po powrocie malarza z Włoch do Hiszpanii. Inne możliwe źródła inspiracji dla kompozycji to rysunek Gregoria Guglielmiego Aleksander nad grobem Achillesa, Achille avvisato da Iride di tornare a combattere Pietra Pasquale Ciaramponiego, prace Tadeusza Kuntze dla układu nóg koni oraz liczne dzieła Corrado Giaquinto.

## Technika

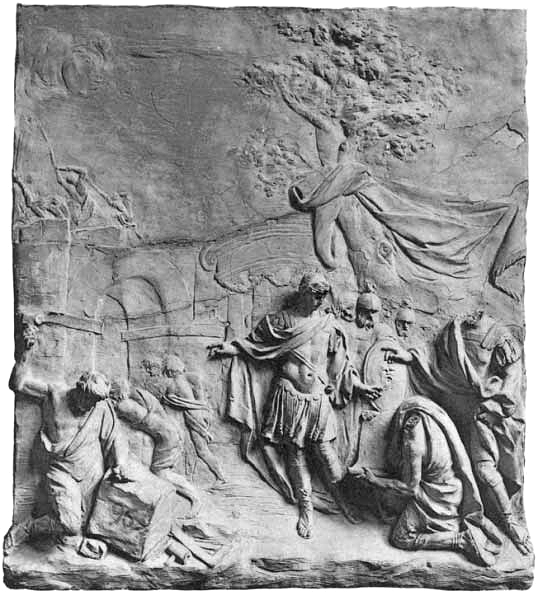
Budowa mostu Alcántara w Toledo (1766), José Ariasa. Dzieło, które mogło posłużyć Goi za inspirację do postaci Hannibala

Liczne szkice przygotowawcze świadczą o tym, jak wiele wysiłku włożył artysta w przygotowanie obrazu na konkurs i jak wielkie nadzieje w nim pokładał. „Hannibal zwycięzca...” jest przykładem włoskiego stylu rokoko, dziełem dopracowanym technicznie, co przejawia się w harmonijnej kompozycji, doskonałym użyciu światła oraz pewnych pociągnięciach pędzla modelujących postaci i kolory. W zastosowanej palecie barw dominują odcienie niebieskiego, delikatne róże i perłowe szarości, które wyrażają klasyczny i jednocześnie nierealny charakter sceny, nadając jej heroiczny ton. Pierwszy szkic olejny został namalowany typowymi dla Goi energicznymi pociągnięciami pędzla. W ostatecznym dziele malarz wygładził i spoił pociągnięcia pędzlem, znając gusta akademickiego jury, które miało go osądzać. Paleta barw jest też chłodniejsza, w stylu Corrado Giaquinto. Według Jesúsa Urrei chłodne barwy sprawiają wrażenie, jakby przedstawiona scena odgrywała się w bladym świetle poranka.

## Proweniencja
Pierwsi biografowie Goi Charles Yriarte i Laurent Matheron odnotowali jego udział w parmeńskim konkursie na podstawie artykułu z Mercure de France z 1772, który rozpowszechnił francuski krytyk sztuki Paul Mantz w 1851. W 1928 Giovanni Copertini sięgnął do źródeł z archiwum Akademii Sztuk Pięknych w Parmie i opisał konkurs w swoim dziele Note sul Goya. Akademia miała w zwyczaju zatrzymywać jedynie to dzieło, które zwyciężyło w konkursie. Na podstawie korespondencji markiza de Felino wiadomo, że „Hannibal zwycięzca...” został zrolowany i w drugiej połowie 1771 odesłany najpierw do Walencji, jednak na życzenie malarza przetrzymany w porcie w Genui, i ostatecznie wysłany do Saragossy. Przez wiele lat uważano go za dzieło zaginione. Nie pojawia się źródłach – aż do połowy XIX wieku, kiedy historyk i przedsiębiorca Fortunato Selgas (1839–1921) nabył go w Madrycie jako dzieło nieznanego włoskiego malarza. Obraz zdobił pełną przepychu rezydencję rodziny de Selgas Quinta de Selgas w El Pito w Asturii (obecnie siedzibę Fundacji Selgas-Fagalde). W 1993 roku Jesús Urrea, ówczesny wicedyrektor Prado, zidentyfikował obraz i przypisał jego autorstwo Goi. „Hannibal zwycięzca...” został zaprezentowany na wystawie w Prado w następnym roku, wtedy także muzeum oficjalnie potwierdziło atrybucję dzieła. Fundacja Selgas-Fagalde wypożyczyła obraz Prado w 2011 roku, jednocześnie zobowiązując madryckie muzeum do jego restauracji. W kwietniu 2021 roku Fundacja Przyjaciół Muzeum Prado nabyła ten obraz za 3,3 miliona euro, aby uczcić 40. rocznicę powstania i uhonorować Francisca Calva Serrallera, jednego ze swoich członków założycieli.